# Тыканово
Тыка́ново (баш. Текән) — деревня в Балтачевском районе Республики Башкортостан Российской Федерации. Входит в состав Шавьядинского сельсовета.

## География
Тыканово появилось на месте впадения в реку Башки притока Гуршады
Расстояние до:
- районного центра (Старобалтачёво) — 29 км,
- центра сельсовета (Шавьяды) — 9 км,
- ближайшей ж/д станции (Куеда) — 68 км.

## История
В «Списке населенных мест по сведениям 1870 года», изданном в 1877 году, населённый пункт упомянут как деревня Тыканова 2-го стана Бирского уезда Уфимской губернии. Располагалась при речке Асове, по правую сторону просёлочной дороги из Бирска в Осу, в 65 верстах от уездного города Бирска и в 42 верстах от становой квартиры в селе Тепляки. В деревне, в 46 дворах жили 293 человека (151 мужчина и 142 женщины, тептяри, мещеряки), была мечеть. Жители занимались пчеловодством.

## Население
| 2002 | 2009 | 2010 |
| ---- | ---- | ---- |
| 189  | ↘143 | ↘96  |

Национальный состав
Согласно переписи 2002 года, преобладающие национальности — башкиры (72 %), татары (28 %).

## Известные жители
- Саитов, Габдулхай Саитович (3 апреля 1924 год — 14 октября 1971 года) — помощник командира взвода 988-го стрелкового полка (230-я стрелковая дивизия, 5-я ударная армия, 1-й Белорусский фронт) сержант, Герой Советского Союза.